# Alzadasaurus
Genre
Alzadasaurus est un genre fossile de plésiosaures de la famille des Elasmosauridae.
Selon Paleobiology Database en 2024, il n'y a plus d'espèce référencée dans ce genre, mais conserve un fossile d'espèce indéterminée.

## Historique
Le genre Alzadasaurus est décrit en 1943 par le paléontologue américain Samuel Paul Welles (1907-1997),.

### Étymologie
Ce plésiosaure carnivore au long cou a d'abord été nommé par Samuel Paul Welles en 1943 d'après la ville d'Alzada (en) (Montana) proche du lieu où les spécimens ont été trouvés.

### Sous-famille
Le genre Alzadasaurus est désormais classé dans la sous-famille des Alzadasaurinae depuis la description en 1962 par Samuel Paul Welles,.

### Nomen vanum
L'espèce Alzadasaurus tropicus Colbert, 1949 est considérée comme un nomen vanum par Welles en 1952 et en 1962.

### Synonymies espèces
L'espèce Alzadasaurus kansasensis Welles, 1952 est considérée comme un nomen dubium en 1999 par Storrs, plus déclarée synonyme de Styxosaurus snowii en 1999 par Carpenter,.
L'espèce Alzadasaurus pembertoni Welles et Bump, 1949 est déclarée synonyme de Styxosaurus snowii Williston, 1890 en 1999 par Carpenter.
L'espèce Alzadasaurus colombiensis Welles, 1962 est renommée Callawayasaurus colombiensis (Welles, 1962) par Carpenter en 1999 et repris en 2001 par O'Keefe et en 2019 par O'Gorman. 
Selon Kenneth Carpenter, l'espèce Alzadasaurus riggsi Welles, 1943 est synonyme de Thalassomedon hanningtoni (ou haningtoni) Welles 1943. Ces deux espèces distinctes pour Welles n'en font qu'une pour Carpenter.

## Espèce restante
Selon Paleobiology Database en 2024, il n'y a plus d'espèce référencée dans ce genre.

### Publication originale
- [1943] (en) Samuel Paul Welles, « Elasmosaurid plesiosaurs with description of new material from California and Colorado », Memoirs of the University of California, vol. 13, no 3,‎ 1943, p. 125-254, 37 figures et 18 planches (lire en ligne).